# Aleksandrówka (powiat janowski)
Aleksandrówka – wieś w Polsce położona w województwie lubelskim, w powiecie janowskim, w gminie Batorz.

## Demografia
Według danych urzędu gminy Batorz 31 grudnia 2005 roku sołectwo liczy 420 mieszkańców i posiada powierzchnię 520 ha. Według Narodowego Spisu Powszechnego (III 2011 r.) wieś liczyła 398 mieszkańców i była czwartą co do wielkości miejscowością gminy Batorz. W latach 1975–1998 miejscowość należała administracyjnie do województwa tarnobrzeskiego.